# 社日
社日，東亞傳統祭祀土地神的節日，有兩日。春分前後名曰春社，秋分前後名曰秋社。

## 簡介
漢朝以前只有春社，漢朝以後始有秋社。自宋代起，以立春後的第五個戊日為春社日，以立秋後的第五個戊日為秋社日。秋社日大致上在農曆八月中旬以後左右。
古代農民通過此一節日表達他們對自然災害之減少、獲得豐收的祝願，同时也借此開展對他們來說，難得的娛樂活動。在社日到來之時，民眾集會競技，進行各種類型的作社表演，集體歡宴。

## 延伸阅读
[在维基数据编辑]
 《欽定古今圖書集成·曆象彙編·歲功典·社日部》，出自陈梦雷《古今圖書集成》